# 九里乡 (临澧县)
九里乡，是中华人民共和国湖南省常德市临澧县下辖的一个乡镇级行政单位。

## 行政区划
九里乡下辖以下地区：
泉水村、岩桥村、伏牛村、邱桥村、万岗村、兴隆岗村、同心村、太平村、大山村、双凤村、谭河村、和平庄村、五里村、九里岗村和打石村。